# Pseudojuloides zeus
Pseudojuloides zeus là một loài cá biển thuộc chi Pseudojuloides trong họ Cá bàng chài. Loài này được mô tả lần đầu tiên vào năm 2015.

## Từ nguyên
Do các sọc xanh lởm chởm giống như những tia sét nên từ định danh của loài này được đặt theo tên của Zeus, vị thần tối cao của Hy Lạp cổ đại, người sử dụng tia sét để ném vào những người không làm vừa ý ông ta.

## Phạm vi phân bố
P. zeus có phạm vi phân bố nhỏ hẹp ở Tây Thái Bình Dương. Mẫu vật đầu tiên của loài này được tìm thấy tại Palau ở độ sâu khoảng từ 80 đến 90 m vào năm 1997. Sau đó, nhiều cá thể của loài này được thu thập thêm ở ngoài khơi đảo san hô Majuro thuộc quần đảo Marshall ở cùng độ sâu (năm 2013).
Do độ sâu khá lớn để có thể tiếp cận và khảo sát, P. zeus được phỏng đoán là có phạm vi phân bố rộng hơn hiện tại.

## Mô tả
Mẫu vật lớn nhất dùng để mô tả P. zeus có chiều dài cơ thể đo được là 6,75 cm. Cá đực có đầu màu vàng lục, chuyển thành màu xanh lục ở toàn thân. Có 2 dải sọc màu xanh lam viền răng cưa chạy dọc theo chiều dài của thân. Vây lưng có màu vàng (sáng màu hơn ở phần gai); một đốm đen hình bầu dục ở giữa vây. Vây đuôi có màu đen với viền màu xanh óng ở thùy trên và dưới. Vây bụng và vây hậu môn gần như trong suốt, phớt vàng nhạt. Mống mắt vàng tươi đến đỏ cam.
Không rõ kiểu màu của cá cái, nhưng vì P. zeus có quan hệ gần với Pseudojuloides mesostigma (so với tất cả các loài cùng chi) nên cá cái của 2 loài được suy đoán là tương tự nhau về màu sắc: màu đỏ da cam, trắng ở bụng với các vây màu vàng (trừ vây ngực trong suốt).
Số gai ở vây lưng: 9; Số tia vây ở vây lưng: 11; Số gai ở vây hậu môn: 3; Số tia vây ở vây hậu môn: 12; Số tia vây ở vây ngực: 13–14; Số gai ở vây bụng: 1; Số tia vây ở vây bụng: 5.

### Trích dẫn
- "Pseudojuloides zeus, a new deep-reef wrasse (Perciformes: Labridae) from Micronesia in the western Pacific Ocean" (PDF). Journal of the Ocean Science Foundation. Quyển 15. 2015. tr. 41–52. {{Chú thích tạp chí}}: Đã bỏ qua tham số không rõ |authors= (trợ giúp)